# Michele Tenore
Michele Tenore, född 5 maj 1780, död 19 juli 1861, var en neapolitansk botaniker.
Auktorsnamnet Ten. kan användas för Michele Tenore i samband med ett vetenskapligt namn inom botaniken; se Wikipediaartiklar som länkar till auktorsnamnet.